# Tiền Ninh Vệ
Tiền Ninh Vệ là một phường thuộc thành phố Bắc Ninh, tỉnh Bắc Ninh, Việt Nam.

## Địa lý
Phường Tiền Ninh Vệ có vị trí địa lý:
- Phía đông giáp phường Đại Phúc và phường Suối Hoa
- Phía tây và phía bắc giáp phường Kinh Bắc
- Phía nam giáp phường Võ Cường.

Phường Tiền Ninh Vệ có diện tích 1,73 km², dân số năm 2022 là 31.373 người, mật độ dân số đạt 18.134 người/km².

## Lịch sử
Năm 1803 nhà Nguyễn mở rộng, củng cố Thành Kinh Bắc, nên đã di chuyển toàn bộ dân cư sinh sống trong nội thành Kinh Bắc (làng Yên Xá - toàn bộ họ Nguyễn Tôn và họ Bạch sinh sống trên diện tích 71 mẫu, 1 sào, 4 thước, 2 tấc, 6 phân) ra 3 khu (làng) Yên Mẫn, Thị Chung, Thụ Ninh. Con đường đi ven thành qua cổng hậu thành và qua 3 làng Yên Mẫn, Thị Chung, Thụ Ninh gọi là Vệ An. Vệ An có nghĩa là con đường bên cạnh thành Kinh Bắc đi lên An Phong huyện tức huyện Yên Phong, tỉnh Bắc Ninh ngày nay. 
Mãi đến năm 1821 vua Minh Mạng tu bổ lớn thành Kinh Bắc, một số phu xây thành làm nhà ở ven đường, mặt khác một số nhỏ dân cư 3 làng Yên Mẫn, Thị Chung, Thụ Ninh cũng ra ven đường làm nghề thủ công và buôn bán phục vụ binh lính trong thành. 
Dần dần thành phố thị, đến trước năm 1945 cũng chỉ có khoảng 40 hộ gia đình với hơn 200 nhân khẩu. Lịch sử đất và người Vệ An gắn liền với lịch sử dất và người 3 làng Yên Mẫn, Thị Chung, Thụ Ninh (thành phố Bắc Ninh) tức làng cổ Quan họ Yên Xá.
Ngày 24 tháng 10 năm 2024, Ủy ban Thường vụ Quốc hội ban hành Nghị quyết số 1255/NQ-UBTVQH15 về việc sắp xếp đơn vị hành chính cấp xã của tỉnh Bắc Ninh giai đoạn 2023 – 2025 (nghị quyết có hiệu lực từ ngày 1 tháng 12 năm 2024). Theo đó, thành lập phường Tiền Ninh Vệ thuộc thành phố Bắc Ninh trên cơ sở toàn bộ 0,33 km² diện tích tự nhiên, quy mô dân số là 9.890 người của phường Tiền An; toàn bộ 0,58 km² diện tích tự nhiên, quy mô dân số là 6.447 người của phường Vệ An và toàn bộ 0,82 km² diện tích tự nhiên, quy mô dân số là 15.036 người của phường Ninh Xá.
Phường Tiền Ninh Vệ có 1,73 km² diện tích tự nhiên và quy mô dân số là 31.373 người.